# Cañón coreano

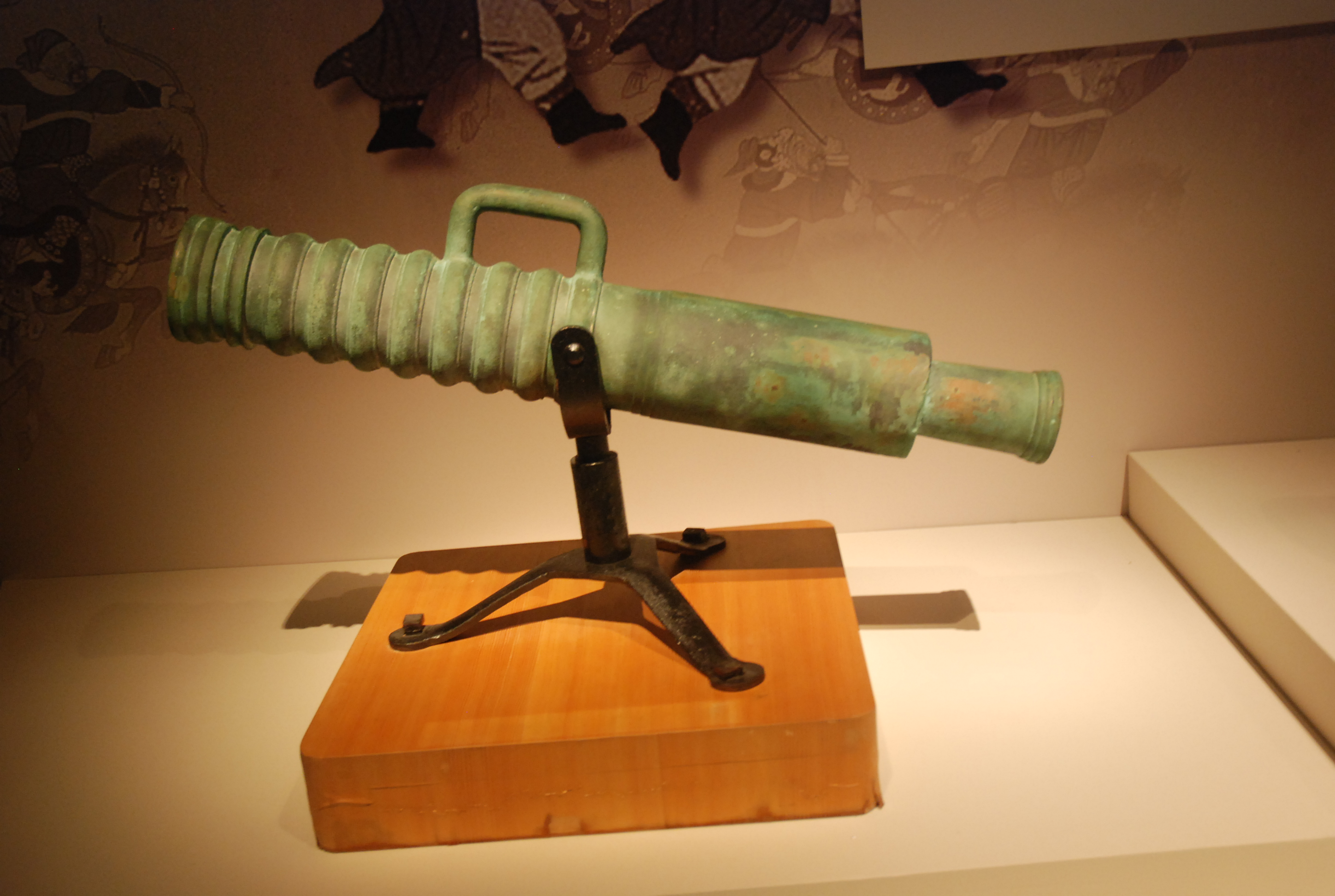
El Byeorhwangja-chongtong era un cañón pequeño. Por lo general tenían muñones y un perno de fijación para ser usado en carros o en durante a guerra Imjin en la década de 1590.

Los primeros cañones fueron introducidos a Corea entre 1231 y 1259 durante las invasiones mongolas, pero no se los utilizó en forma habitual hasta que Choe Museon elaboró la primera pólvora y armas de fuego en Corea hacia la década de 1370. Fueron utilizados por el ejército de Goryeo y por su armada contra los piratas Waegu en 1380 y nuevamente en 1383. Para 1410, Corea contaba con 140 barcos equipados con artillería a base de pólvora.
También se utilizaron otras armas, inicialmente cañones de mano, y posteriormente, arcabuces y mosquetes.

## Cañones del período Goryeo
Choe Mu-seon fabricó varias armas en su Hwatong Dogam, un laboratorio de desarrollo de pólvora creado para él por U de Goryeo. Entre las armas accionadas por pólvora utilizadas (aunque no necesariamente inventadas por Choe) en esa época se encuentran: una serie de cañones denominados daejanggun, ijanggun, y samjanggun, un mortero denominado jillyeopo, diversos cohetes tipo yuhwa, juhwa, y chokcheonhwa, que fueron los antecesores del shin'gijeon, y un cañón de señales denominado shinpo. Existen registros escritos de estos cañones en el Goryeosa, Hwayaksuryunbeop (화약수련법/火藥修鍊法), Hwapobeop (화포법/火砲法), y en los anales de la dinastía Joseon.

## Cañones del período Joseon

### Principios del Joseon (principios a mediados del siglo XV)
Durante el reinado de Taejong, se realizaron diversas mejoras. Entre los responsables de los cambios se destacó Choe Hae-san, hijo de Choe Mu-seon. Algunos de estos desarrollos se denominaron cheon "cielo", ji "tierra", hyeon "negro", y hwang "amarillo" u "oro", nombres que no son relevantes, ya que corresponden con los cuatro primeros caracteres del Clásico de los cuatro mil caracteres, lo que es equivalente a llamarlos cañones A, B, C, y D. Los principales cañones (llamados hwapo "vasija de fuego") de este período fueron:
- El cheonja-hwapo "cielo" (천자화포/天字火砲), con un alcance máximo de unos 500 a 620 m.
- El jija-hwapo "tierra" (지자화포/地字火砲), con un alcance máximo de unos 620 m con una flecha o dardo.
- El hyeonja-hwapo "negro" (현자화포/玄字火砲), alcance de 620 m con una flecha o dardo.
- El hwangja-hwapo "amarillo" u "oro" (황자화포/黃字火砲), con un alcance máximo de unos 620 m.
- El gaja-hwapo (가자화포/架子火砲), con un alcance máximo de unos 250–370 m.
- El se-hwapo "delgado" o "pequeño" (세화포/細火砲), con un alcance máximo de unos 250 m. Este era un cañón de mano muy pequeño que funcionaba como una pistola o arma de caballería.

Los registros escritos de cañones de este período se encuentran en los Anales de la dinastía Joseon.

### Principios a mediados del período Joseon (mediados del siglo XV a mediados del siglo XVI)
Sejong realizó numerosas mejoras y extendió el alcance de estos cañones (denominados hwapo y posteriormente hwatong "tubo de fuego" y chongtong "arma de tubo"):
- El cheonja-hwapo (천자화포/天字火砲), con un alcance máximo de unos 1610 m con una flecha o dardo, y unos 1240 m con cuatro flechas o dardos, y menos pólvora. El cual posteriormente es denominado janggun-hwatong "tubo de fuego general" (장군화통).
- El jija-hwapo (지자화포/地字火砲), con un alcance máximo entre 990 a 1120 m con una flecha o dardo, y un alcance de unos 740 a 870 m con cuatro flechas o dardos, con igual cantidad de pólvora. Posteriormente denominado il-chongtong "primer chongtong" (일총통).
- El hyeonja-hwapo (현자화포/玄字火砲) no es mencionado entre los cañones mejorados. Posteriormente denominado i-chongtong "segundo chongtong" (이총통).
- El hwangja-hwapo (황자화포/黃字火砲), con un alcance máximo de unos 990 m con una flecha o dardo, y unos 620 m con cuatro flechas o dardos con igual cantidad de pólvora. Posteriormente denominado sam-chongtong "tercer chongtong" (삼총통).
- El gaja-hwapo (가자화포/架子火砲), con un alcance máximo de 740 m con una flecha o dardo, y unos 500 m con cuatro flechas o dardos con igual cantidad de pólvora.
- El se-hwapo (세화포/細火砲), con un alcance máximo de unos 740 m con una flecha o dardo con igual cantidad de pólvora. Esta arma media unos 13,8 cm de largo y su calibre era de unos 9 mm.[5] Posteriormente se lo denominó se-chongtong (세총통/細銃筒).

A comienzos del siglo XVI, el bullanggi (불랑기/佛狼機), un falconete giratorio con retrocarga, fue introducido en Corea desde Portugal via China, el cual tenía cinco tamaños. También en este periodo se usó un tipo de mortero denominado chongtong-wan'gu.
Los registros escritos sobre estos cañones se encuentran en los Anales de la dinastía Joseon y el Gukjo Orye Seorye (국조오례서례/國朝五禮序例), publicado en 1474.

### Mediados del período Joseon (mediados delsigloXVIa finales delsigloXVI)

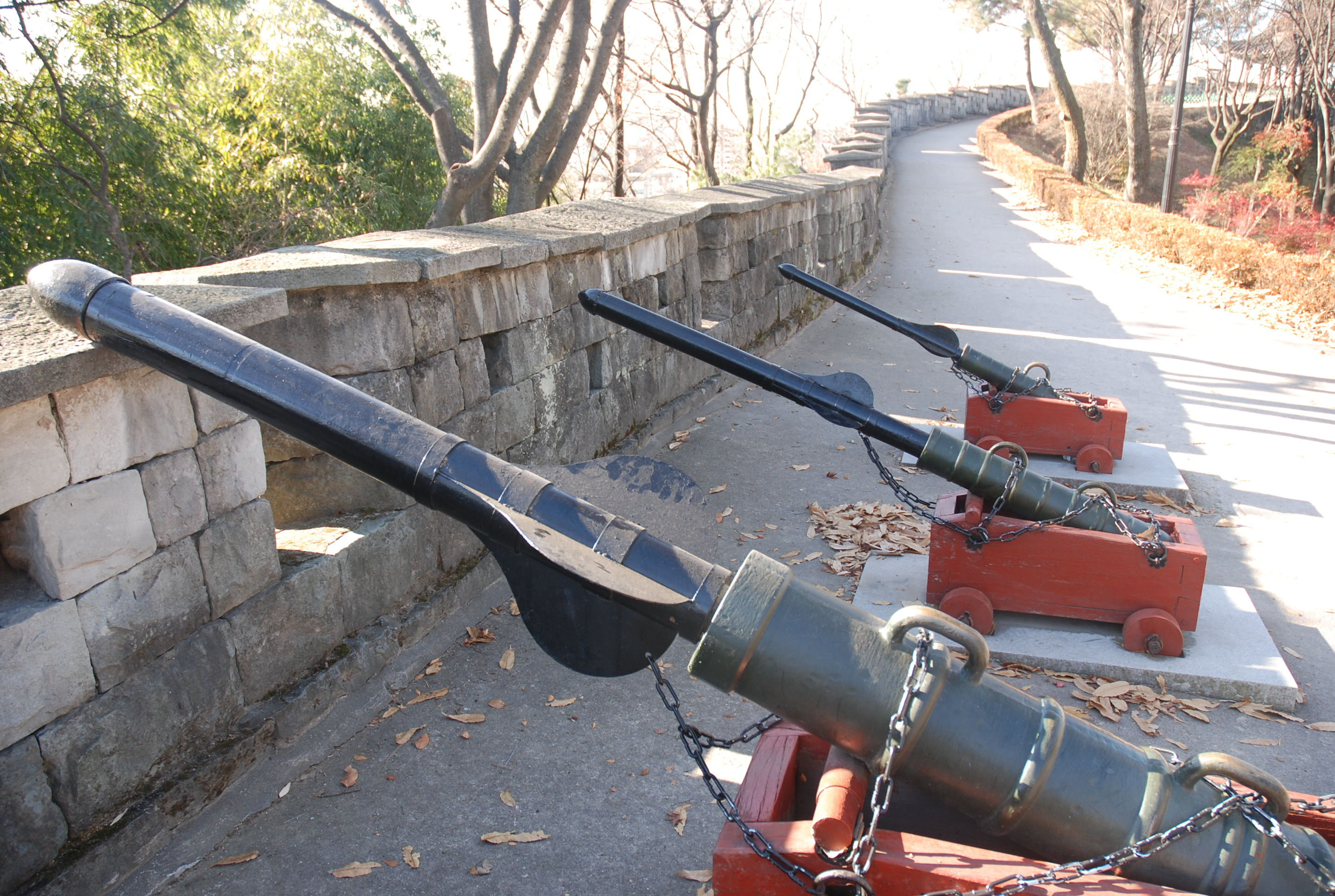
Tres grandes chongtong en el museo de la fortaleza Jinju. El primero es un cheonja-chongtong, el segundo es un jija-chongtong, y el tercero es un hyeonja-chongtong.

Los pequeños pero poderosos cañones de este periodo fueron ampliamente utilizados durante las invasiones japonesas a Corea, tanto por el ejército y como por la armada de Joseon. Eran muy eficaces contra los débiles barcos japoneses. El Nanjung Ilgi relata que muchos de ellos fueron capturados y utilizados por los japoneses.
La siguiente es una lista de algunos cañones grandes (denominados chongtong) utilizados por los militares Joseon:
- El cheonja-chongtong (천자총통/天字銃筒) era el más grande. Un ejemplar fabricado en 1555 (Tesoro Nacional de Corea #647) mide 1,31 m de largo y su ánima tiene un diámetro de 12,8 cm, y pesa unos 296 kg.[6] La Academia Naval de Corea probó el alcance de una réplica, el cual se determinó que era de 400 a 500 m con un dardo y unos 350 a 400 m con racimo de metralla.[7] Este modelo era utilizado en barcos de batalla tipo panokseon.
- El jija-chongtong (지자총통/地字銃筒) era el que le seguía en tamaño. Dos modelos fabricados en 1557 (Tesoro Nacional de Corea #862 y #863) miden 99,5 cm de largo con un ánima de 10,5 cm y 89 cm de diámetro.[8][9] La réplica probada por la Academia tuvo um alcance de 500 a 600 m con un dardo, y 500–540 m con racimo de metralla.[7] Este modelo era utilizado principalmente a bordo de los Barcos Tortuga.
- El hyeonja-chongtong (현자총통/玄字銃筒) era el tercero por su tamaño. Un ejemplar fabricado en 1555 (Tesoro Nacional de Corea #1233) mide unos 75,8 cm de largo y tiene un ánima de 6,5 cm de diámetro.[10] La Academia Naval probó una réplica y el alcance fue de 400 a 600 m con un dardo, y 1100–1250 m con racimo de metralla.[7]
- El hwangja-chongtong (황자총통/黃字銃筒) era el más pequeño. Un ejemplar fabricado en 1587 (Tesoro Nacional de Corea #886) mide 50,4 cm de largo.[11] La réplica probada por la Academina Naval tuvo un alcance de 400 a 450 m con un dardo, y de 1380 a 1590 m con racimo de metralla.[7]

Los cañones de mano eran los siguientes:
- El seungja-chongtong, o "victoria" (승자총통/勝字銃筒) era un cañón de mano. Un ejemplar hecho en 1579 (Tesoro Nacional de Corea #648) tiene una longitud de 56,8 cm. Su alcance máximo con un dardo (según el Hwaposhik Eonhae, 1635) era de 740 m (600 bo). La réplica probada por la Academia Naval tuvo un alcance de 200–300 m con racimo de metralla.[7]

Los morteros empleados en este período eran el byeoldae-wan'gu, el dae-wan'gu, el jung-wan'gu y el so-wan'gu. Estos disparaban bolaños o proyectiles explosivos con espoletas cronométricas.

### Fines de mediados del período Joseon (fines delsigloXVIa fines delsigloXVII)
Se hicieron mejoras a los primeros modelos. Algunos de los cañones eran los siguientes:
- cheonja-chongtong (천자총통/天字銃筒)
- jija-chongtong (지자총통/地字銃筒)
- hyeonja-chongtong (현자총통/玄字銃筒)
- hwangja-chongtong (황자총통/黃字銃筒)
- byeorhwangja-chongtong (별황자총통)

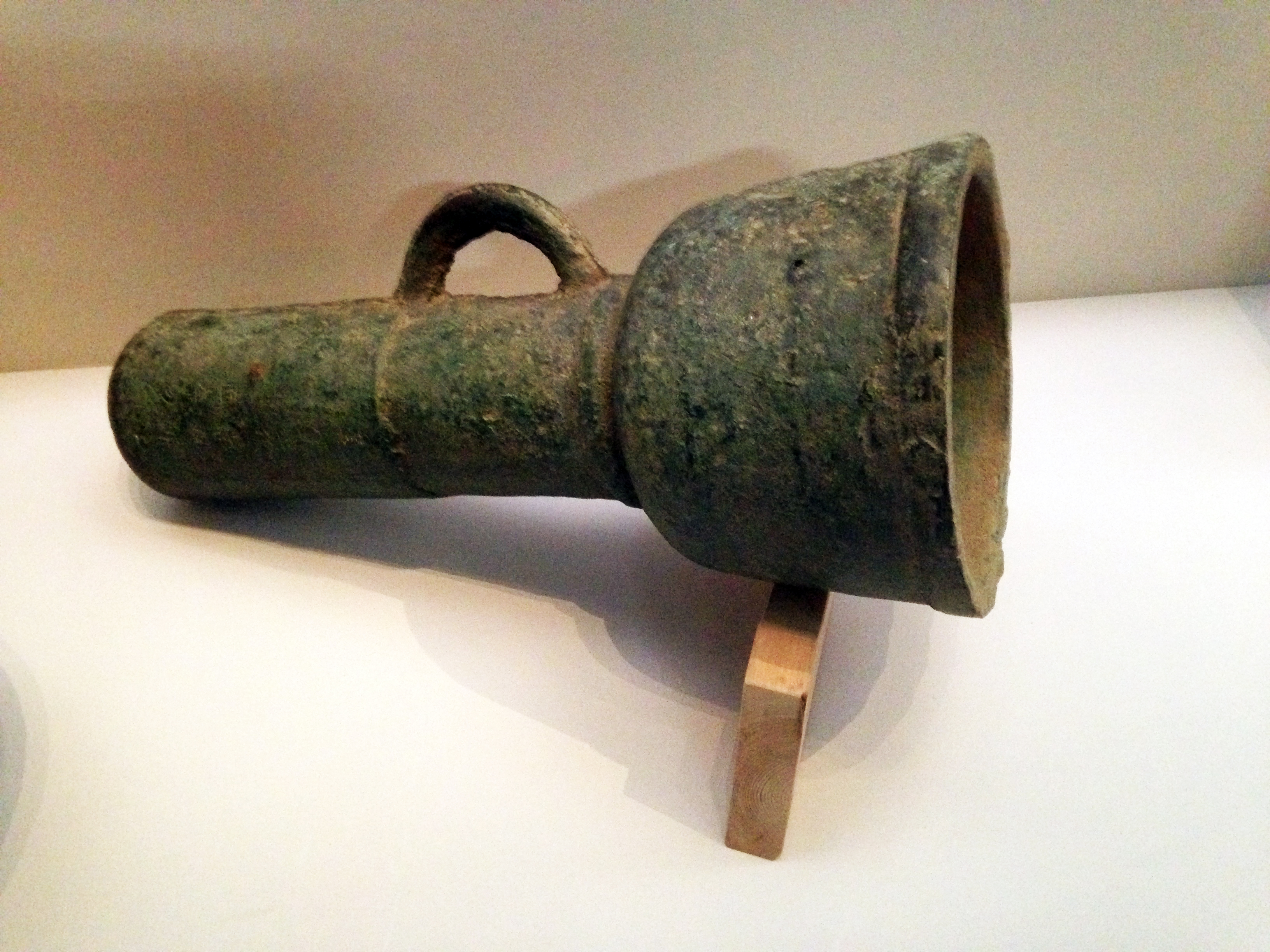
Un Jung-wan'gu.

Los morteros utilizados durante este período eran:
- Byeoldae-wan'gu (별대완구)
- Dae-wan'gu (대완구/大碗口)
- Jung-wan'gu (중완구/中碗口)

Los registros escritos de este periodo son el Shin'gi Bigyeol (신기비결) de 1603, el Hwagi Dogam Uigye (화기도감의궤) de 1615, y el Hwaposhik Eonhae (화포식언해) de 1635.

### Fines del período Joseon (fines delsigloXVIIa fines delsigloXIX)
- El "Hongyi-po" (홍이포/紅夷砲) era un cañón neerlandés introducido a Corea por Hendrick Hamel y otros en la década de 1650. Fue empleado durante la campaña francesa contra Corea, la expedición de Estados Unidos a Corea y el incidente de la isla Ganghwa.
- El Jung-po era un cañón de avancarga de bronce hecho en 1874, con un calibre de 120 mm.
- El So-po era un cañón de avancarga de bronce hecho en 1874, con un calibre de 84 mm.

Los registros escritos de este período son el Yungwon Pilbi (융원필비) de 1813 y el Hun'guk Shinjo Gun'gi Doseol (훈국신조군기도설) de 1867.

## Operación y proyectiles
Un singular método de carga empleado en los cañones coreanos (y en los cañonces chinos en cierta medida) era el uso de un bloque de madera (gyeongmok) y algo de papel como estopa. Esto incrementaba el alcance, potencia y posiblemente la precisión. También se introducía arena junto al cheorhwan (bola de cañón).
Se empleaban los bolaños (danseok) o bolas de cañón (cheoltanja), a veces junto a flechas y proyectiles explosivos con espoletas cronométricas (bigyeokjincheolloe), pero se prefería un gran dardo de madera con aletas de hierro (de cuero en los modelos más pequeños) y punta de hierro. Estos eran más precisos. Durante las pruebas de disparo efectuadas en Seúl, se observó que los dardos se clavaban en la tierra hasta sus aletas. Cuando la Academia Naval de Corea probó la réplica de un cheonja-chongtong, su proyectil tuvo un alcance de 400 m y penetró 50 cm de un muro de ladrillos de granito. El Secretario de Defensa comentó que sería eficaz en atacar fortalezas.
Los morteros generalmente disparaban bolaños o proyectiles explosivos con espoletas cronométricas.